# Bill Mayfield
William Henry "Bill" Mayfield (Detroit, Míchigan; 17 de octubre de 1957) es un exjugador de baloncesto estadounidense que jugó una temporada en la NBA, y cuatro más en la liga italiana. Con 2,01 metros de estatura, lo hacía en la posición de alero.

## Trayectoria deportiva

### Universidad
Jugó durante cuatro temporadas con los Hawkeyes de la Universidad de Iowa, en las que promedió 7,8 puntos y 6,0 rebotes por partido. En su última temporada fue el mejor reboteador de la Big Ten Conference, promediando 8,4 rechaces por encuentro.

### Profesional
Tras no ser elegido en el Draft de la NBA de 1979, fichó al año siguiente por los Golden State Warriors, quienes en un principio renunciaron a sus servicios, siendo repescado en el mes de febrero. Jugó siete partidos, en los que promedió 2,4 puntos y 1,3 rebotes.
En 1981 fichó por el Unione Ginnastica Goriziana de la liga italiana, donde jugó cuatro temporadas, en las que promedió 19,2 puntos y 8,2 rebotes por partido.

## Estadísticas de su carrera en la NBA

### Temporada regular
| Temporada | Edad | Equipo                | Liga | Pos. | P | TIT | MIN | TC  | TCA | %TC  | 3P  | 3PA | %3P | 2P  | 2PA | %2P  | TL  | TLA | %TL  | R.OF. | R.DEF. | REB | ASIS | ROB | TAP | PER | FP  | PTS |
| 1980-81   | 23   | Golden State Warriors | NBA  | SF   | 7 |     | 7.7 | 1.1 | 2.6 | .444 | 0.0 | 0.0 |     | 1.1 | 2.6 | .444 | 0.1 | 0.3 | .500 | 1.0   | 0.3    | 1.3 | 0.1  | 0.0 | 0.1 | 0.4 | 1.1 | 2.4 |
| Total     |      |                       | NBA  |      | 7 |     | 7.7 | 1.1 | 2.6 | .444 | 0.0 | 0.0 |     | 1.1 | 2.6 | .444 | 0.1 | 0.3 | .500 | 1.0   | 0.3    | 1.3 | 0.1  | 0.0 | 0.1 | 0.4 | 1.1 | 2.4 |